# Kościół hugenotów w Erlangen
Kościół hugenotów – barokowy kościół kalwiński, znajdujący się w Erlangen.

## Źródła
- Christoph Friedrich, Bertold Freiherr von Haller, Andreas Jakob (Hrsg.): Erlanger Stadtlexikon. W. Tümmels Verlag, Nürnberg 2002, ISBN 3-921590-89-2